# Гринцеску, Анатол
Анатол Гринцеску (рум. Anatol Grinţescu, 1 августа 1939, Кишинёв, Бессарабия, Королевство Румыния — 2 июня 2014, Бухарест, Румыния) — румынский ватерполист, тренер, функционер. Участник летних Олимпийских игр 1960 и 1964 годов.

## Биография
Анатол Гринцеску родился 1 августа 1939 года в Кишинёве.
Играл в водное поло за «Динамо» из Бухареста.
В 1960 году вошёл в состав сборной Румынии по водному поло на летних Олимпийских играх в Риме, занявшей 5-е место. Провёл 7 матчей, забил 1 мяч в ворота сборной ОАЭ.
В 1964 году вошёл в состав сборной Румынии по водному поло на летних Олимпийских играх в Токио, занявшей 5-е место. Провёл 6 матчей, забил 6 мячей (по два в ворота сборных Италии и Японии, по одному — Нидерландам и Бельгии).
В 1965 году завоевал бронзовую медаль ватерпольного турнира летней Универсиады в Будапеште.
Играл за сборную Румынии в течение 12 лет, провёл 176 матчей, забил 85 мячей.
Завершил игровую карьеру в начале 70-х, после чего стал тренером. Работал со сборной Румынии на летних Олимпийских играх 1972, 1976 и 1980 годов.
В дальнейшем в течение 18 лет был генеральным секретарём Федерации водного поло Румынии, в 2008 году стал её президентом.
Умер 2 июня 2014 года в Бухаресте.